# Съвършен свят
„Съвършен свят“ (на английски: A Perfect World) е криминална драма на режисьора Клинт Истууд, който излиза на екран през 1993 година. 

## Сюжет
Внимание:  Текстът по-долу разкрива сюжета на произведението (или части от него)!
През 1963 г. в Тексас осъдените Робърт „Бъч“ Хейнс и Тери Пю бягат от държавния затвор в Хънтсвил. Бягайки, Тери се натъква на къща, където осемгодишният Филип Пери живее с преданата си майка Свидетелка на Йехова, и две сестри. Бъч последва и удря Тери, за да го накара да спре да тормози майката. Имайки нужда от заложник, който да им помогне да избягат, Бъч грабва момчето, което кротко ги придружава. Пътуването на триото скоро се променя, след като Бъч убива Тери, след опита на последния да нарани детето. Без партньора си, осъденият и младата му жертва поемат към тексаската магистрала в опит да избягат от преследващата ги полиция.
Междувременно тексаският рейнджър Ред Гарнет започва преследване. С криминолога Сали Гербер и стрелеца от ФБР Боби Ли, Ред е решен да върне престъпника и заложника, преди да прекосят границата с Тексас. Освен това Ред разкрива на Сали, че има личен интерес да залови Бъч жив. Въпреки че Бъч не го осъзнава, Ред има история с него. Когато Бъч е тийнейджър, той открадва кола и Ред е полицаят, който го арестува. По това време Бъч живее с баща си насилник, също престъпник. Поради възрастта си и поради това, че му е първо провинение, Бъч трябва да получи снизходителна присъда. Ред смята, че затворът за непълнолетни е по-безопасен за Бъч от дома му и мисли, че някои от децата, преминали през Гейтсвил, са по-добре, а едно от тях дори е станало свещеник. Той вярва, че ако Бъч е бил оставен у дома с баща си, ще има лист за престъпления, „дълъг колкото ръката ми“. Ред иска от съдията да даде на Бъч тежка присъда. Години по-късно Ред осъзнава, че по-тежката присъда само насърчава самия престъпен живот, от който се страхува. Ред се надява, че ако успее да доведе Бъч жив, той може да се изкупи за грешката си в миналото.

## В ролите
| Актьор           | Роля                  |
| ---------------- | --------------------- |
| Кевин Костнър    | Робърт „Бъч“ Хейнс    |
| Клинт Истууд     | Шеф „Червения“ Гарнет |
| Лора Дърн        | Сали Гербер           |
| Ти. Джей. Лоутър | Филип „Бъз“ Пери      |
| Кийт Сарабайка   | Тери Пю               |
| Лео Бърместър    | заместник Том Адлер   |
| Брус Макгил      | Пол Сондърс           |